# Llepissós
El llepissós o bavosa llangardaix (Parablennius sanguinolentus) és una espècie de peix de la família dels blènnids i de l'ordre dels perciformes.

## Morfologia
- Els mascles poden assolir els 20 cm de longitud total.
- El cos és allargat, més alt a la part anterior que a la part posterior.
- La zona ventral és molt ampla.
- La pell és mucosa i hi manquen les escates.
- El cap és curt, alt i una mica ample.
- Els tentacles supraorbitaris són curts i es troben ramificats en forma de digitacions.
- La boca és petita i conté nombroses canines.
- L'aleta dorsal manté la mateixa alçada en els dos tipus de radis. Les pèlviques, atrofiades, se situen per davant de les pectorals.
- És de color marró fosc amb tons verds, grocs i grisos. Presenta taques negres per tot el cos. Té una taca negra en els primers radis de la dorsal. Durant el període reproductor prenen una tonalitat negrenca.[2][3]

## Reproducció
És ovípar i la reproducció té lloc entre abril i juliol. Els ous són demersals i adhesius. El mascle vigila la posta de diverses femelles (hi ha entre 3.000 i 12.000 ous). La larva és pelàgica.

## Alimentació
Menja algues i petits invertebrats (crustacis i poliquets).

## Hàbitat
Com els altres blènnids, és bentònic. Apareix en aigües molt litorals, fins als 2 m de fondària a costes rocalloses, preferentment a zones amb pedres i còdols. No entra a les escletxes de les roques.

## Distribució geogràfica
Es troba des de la desembocadura del riu Loira (França) fins al Marroc, incloent-hi la mar Mediterrània i la mar Negra.

## Costums
És més actiu al capvespre.

## Observacions
Tolera la contaminació que hi ha a l'interior dels ports.